# Association Sportive de Saint-Étienne 1967-1968
Questa voce raccoglie le informazioni riguardanti l'Associaton Sportive de Saint-Étienne nelle competizioni ufficiali della stagione 1967-1968.

## Stagione
Con Albert Batteux nuovo allenatore, il Saint-Étienne si confermò campione di Francia lottando nelle prime giornate con il Nizza; la vittoria nello scontro diretto all'ottava giornata diede il via libera ai Verts, che conclusero il girone di andata con cinque punti sulla seconda e si ritrovarono a quattro gare dal termine con un vantaggio raddoppiato, assicurandosi in questo modo la vittoria del quarto titolo del proprio palmarès. Durante la stagione i Verts ebbero modo di centrare l'accoppiata campionato-coppa nazionale, sconfiggendo il Bordeaux nella finale di Coppa di Francia, alla quale erano giunti estromettendo alcune squadre di primo piano come il Sedan e il Metz.
Superati agevolmente i sedicesimi di finale di Coppa dei Campioni contro i finlandesi del KuPS, nel turno successivo il Saint-Étienne incontrò i futuri finalisti del Benfica, rimediando solo parzialmente al 2-0 subìto all'andata a Lisbona, uscendo quindi dalla competizione.

## Maglie e sponsor
Lo sponsor tecnico per la stagione 1967-1968 è Le Coq Sportif.
| Manica sinistra · Manica sinistra · Maglietta · Maglietta · Manica destra · Manica destra · Pantaloncini · Calzettoni |

## Rosa
| N. |                       | Ruolo | Calciatore        |
| -- | --------------------- | ----- | ----------------- |
|    | Francia (bandiera)    | P     | Georges Carnus    |
|    | Francia (bandiera)    | P     | Gérard Migeon     |
|    | Francia (bandiera)    | D     | Bernard Bosquier  |
|    | Francia (bandiera)    | D     | Francis Camerini  |
|    | Jugoslavia (bandiera) | D     | Vladimir Durković |
|    | Francia (bandiera)    | D     | Gérard Farison    |
|    | Francia (bandiera)    | D     | Robert Herbin     |
|    | Francia (bandiera)    | D     | José Pelletier    |
|    | Francia (bandiera)    | D     | Georges Polny     |
|    | Francia (bandiera)    | C     | Georges Bereta    |

| N. |                    | Ruolo | Calciatore         |
| -- | ------------------ | ----- | ------------------ |
|    | Francia (bandiera) | C     | Aimé Jacquet       |
|    | Francia (bandiera) | C     | Jean-Michel Larqué |
|    | Francia (bandiera) | C     | Roland Mitoraj     |
|    | Francia (bandiera) | A     | André Fefeu        |
|    | Mali (bandiera)    | A     | Salif Keïta        |
|    | Algeria (bandiera) | A     | Rachid Mekhloufi   |
|    | Camerun (bandiera) | A     | Frédéric N'Doumbé  |
|    | Francia (bandiera) | A     | Patrick Parizon    |
|    | Francia (bandiera) | A     | Hervé Revelli      |

## Risultati

### Coppa dei Campioni
| Arbitro: | Callaghan |

|                        |           |  |
| Herbin 43’ Jacquet 47’ | Marcatori |  |

| Arbitro: | Bəhramov |

|  |           |                                          |
|  | Marcatori | 5’ Herbin 25’ Bosquier 84’ (rig.) Herbin |

| Arbitro: | Adair |

|                                     |           |  |
| José Augusto 28’ Eusébio 59’ (rig.) | Marcatori |  |

| Arbitro: | Środecki |

|            |           |  |
| Bereta 10’ | Marcatori |  |

## Statistiche

### Andamento in campionato
| Giornata  | 1 | 2 | 3 | 4 | 5 | 6 | 7 | 8 | 9 | 10 | 11 | 12 | 13 | 14 | 15 | 16 | 17 | 18 | 19 | 20 | 21 | 22 | 23 | 24 | 25 | 26 | 27 | 28 | 29 | 30 | 31 | 32 | 33 | 34 | 35 | 36 | 37 | 38 |
| --------- | - | - | - | - | - | - | - | - | - | -- | -- | -- | -- | -- | -- | -- | -- | -- | -- | -- | -- | -- | -- | -- | -- | -- | -- | -- | -- | -- | -- | -- | -- | -- | -- | -- | -- | -- |
| Luogo     | T | C | C | T | C | T | C | T | C | T  | T  | C  | T  | C  | T  | C  | C  | T  | C  | C  | T  | C  | T  | C  | T  | C  | T  | C  | T  | C  | T  | C  | T  | C  | T  | C  | T  | C  |
| Risultato | V | V | V | N | N | V | V | V | V | N  | P  | V  | P  | V  | V  | V  | V  | N  | V  | V  | P  | N  | V  | N  | V  | P  | N  | N  | V  | V  | V  | V  | V  | P  | V  | P  | V  | V  |
| Posizione | 6 | 2 | 2 | 2 | 2 | 2 | 2 | 1 | 1 | 1  | 1  | 1  | 1  | 1  | 1  | 1  | 1  | 1  | 1  | 1  | 1  | 1  | 1  | 1  | 1  | 1  | 1  | 1  | 1  | 1  | 1  | 1  | 1  | 1  | 1  | 1  | 1  | 1  |

Fonte:  France » Ligue 1 1967/1968 » Schedule, su worldfootball.net.
Legenda:

Luogo: C = Casa; T = Trasferta. Risultato: V = Vittoria; N = Pareggio; P = Sconfitta.